# 森喜平

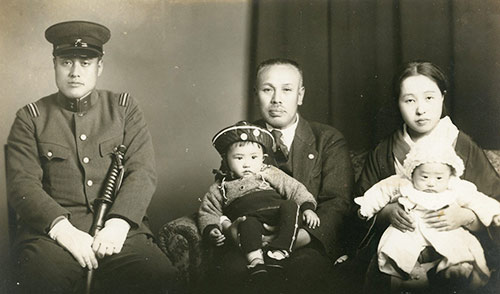
左から息子・茂喜、喜平（膝の上は孫・智子）、媳婦・薫（膝の上は孫・喜朗）（1937年）

森 喜平（もり きへい、1875年〈明治8年〉- 1969年〈昭和44年〉2月22日）は、日本の政治家。息子は根上町長を務めた森茂喜。内閣総理大臣を務めた森喜朗の祖父である。

## 来歴・人物
石川県能美郡根上村（のち根上町、現在の能美市）に江戸時代、庄屋を務めた旧家に生まれる。幼少時から俊才の誉れ高く、周囲から一目置かれる存在であった。
1917年、推挙されてに根上村長に就任。1934年には根上町の町制施行にともない町長に就任した。途中4ヶ月間を除き、28年間にわたって村政、町政を預かり、村民(町民)の生活水準向上に大きく貢献した。また、その影響力は村内（町内）にとどまらず、石川県政の重鎮として長く影響力を保持した。
戦後、大政翼賛会の町支部長のため公職追放となる。
1969年2月22日死去、享年94。根上町武道館で行われた葬儀には、当時の石川県知事中西陽一をはじめ、多数の要人が参列、4,000人を超える人々がその死を悼んだ。

## 参考資料
- 総理庁官房監査課編『公職追放に関する覚書該当者名簿』日比谷政経会、1949年。